# Jean Meslier
Pour les articles homonymes, voir Mellier et Meslier.
Jean Meslier, ou Mellier, né à Mazerny le 15 juin 1664, est un prêtre et philosophe des Lumières français, curé d'Étrépigny dans l'archidiocèse de Reims où il est mort au début de l'été 1729.
Son existence n'a été connue qu'à partir de la publication en 1762 par Voltaire, sous le titre de Testament de J. Meslier, d'un texte qu'il présentait comme un extrait d'un document beaucoup plus volumineux, retrouvé chez lui et dans lequel un curé professait avec détermination son athéisme, et se livrait par ailleurs à une critique radicale des injustices de la société de son temps dans un texte, au titre original de Mémoires des pensées et sentiments de Jean Meslier…, parfois considéré comme le texte fondateur de l'athéisme et de l'anticléricalisme militant en France.

## Biographie

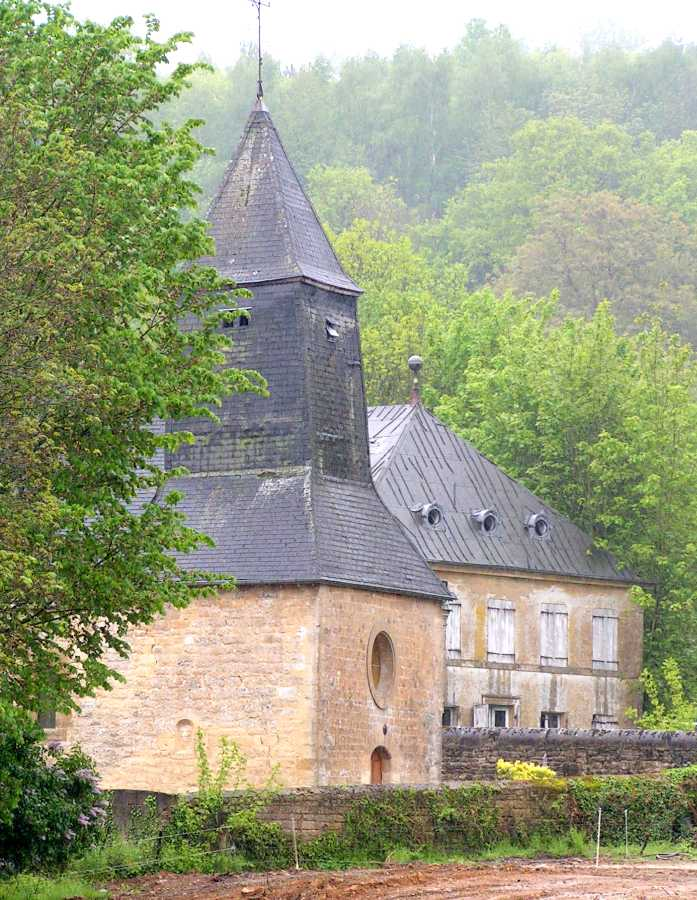
Étrépigny, l'église dont Jean Meslier fut curé de 1689 à 1729.

Né d'un père ouvrier en serge ou propriétaire et fabricant de laine du village de Mazerny, Gérard Meslier et de Symphorienne Braidy, il fit quelques études à l'école publique de sa paroisse où le curé le trouva doué, avant de les poursuivre au séminaire de Reims. Initié au sacerdoce en 1688, très estimé de ses supérieurs, il fut ordonné prêtre à la cathédrale Saint-Étienne de Châlons-sur-Marne, puis nommé le 7 janvier 1689 curé d'Étrépigny et de Balaives dans ses Ardennes natales, où il restera jusqu'à sa mort. Il avait pour amis deux curés, MM. Voiri et Delavaux qui inhumèrent son corps dans le jardin de la cure sans inscrire d'acte mortuaire sur les registres de sa paroisse.
Les éléments biographiques donnés par Voltaire dans ses Lettres à S.A. le Prince de *** sur Rabelais, etc. sont entachés de nombreuses erreurs, il faudra attendre Maurice Dommanget pour avoir la première biographie sérieuse.
D'après Voltaire, il choisissait pour bonnes des femmes n'ayant pas atteint l'âge canonique, sa conduite scandalisait et lui valait réprimandes et punitions de la part des autorités ecclésiastiques. Ses démêlés avec le châtelain du lieu lui en avaient valu d'autres. En effet, indigné par les mauvais traitements que faisait subir le seigneur de Touilly aux paysans de sa paroisse, Jean Meslier l'avait dénoncé un jour en chaire de vérité. Sévèrement tancé par l'évêché, il aurait alors cessé de faire parler de lui, se réservant pour l'écrit posthume dont il a publié des extraits.
Penseur isolé, nourrissant des idées qu'il ne pouvait échanger, il avait une bibliothèque qui se composait, à côté de la Bible, des Pères de l'Église, et des comptes rendus des conciles, d'auteurs latins comme Tite Live, Sénèque, Tacite, Flavius Josèphe ainsi que de Montaigne, Vanini, La Bruyère, La Boétie, Pascal, Malebranche, Fénelon, du Dictionnaire historique et critique de Bayle.
À partir des essais de Montaigne et de la Démonstration de l'existence de Dieu de Fénelon — qu'il annote dans les marges — il rédige ses propres Pensées et sentiments, volumineux mémoire manuscrit recopié en trois exemplaires de trois cent soixante-six feuillets chacun, dédiés à ses paroissiens.

## Testament du curé Meslier

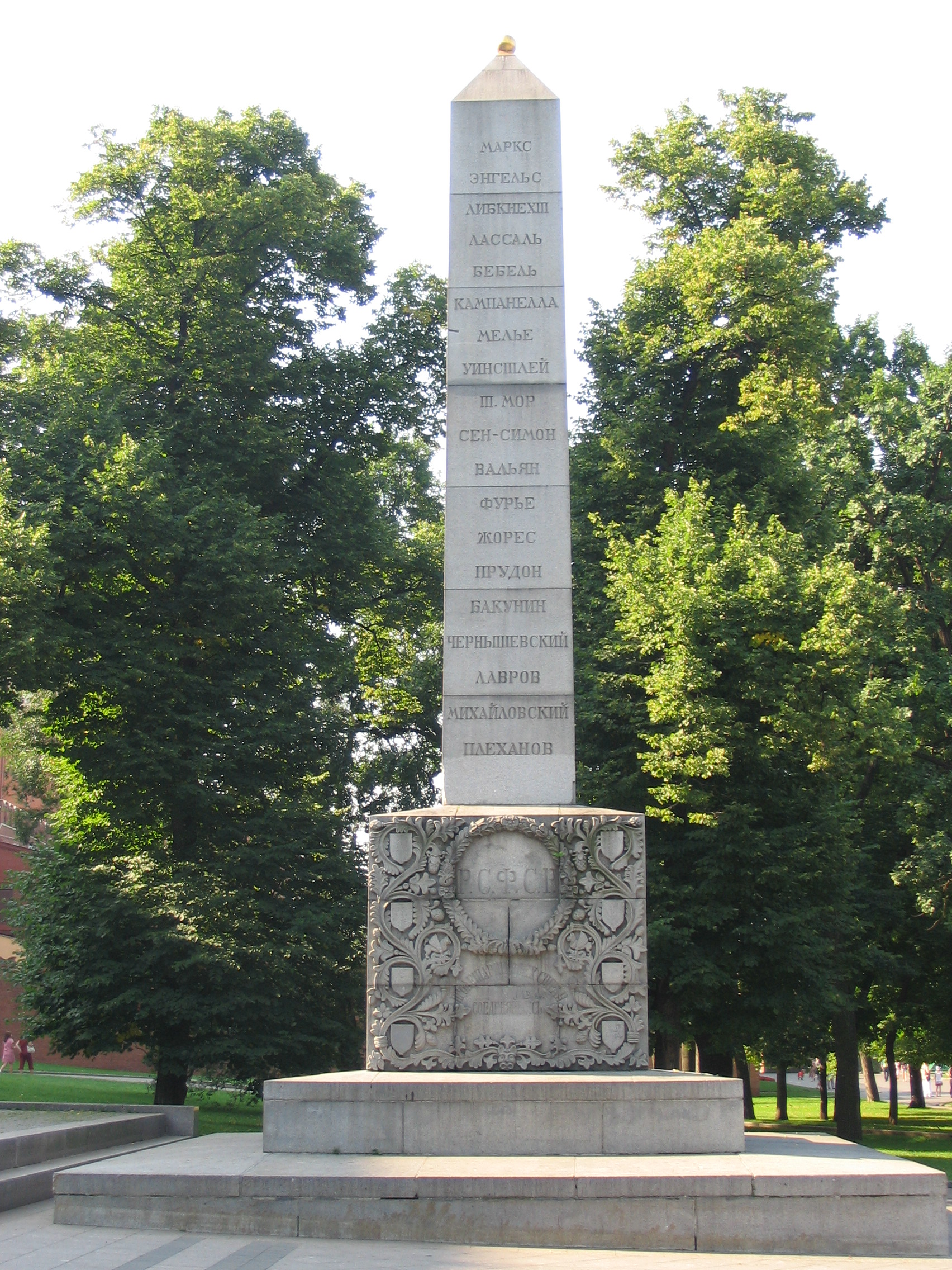
Obélisque des penseurs socialistes où figure Meslier en 7e place, dans le jardin Alexandrovski, à Moscou.

Six ans après la mort du curé d'Étrépigny, Nicolas-Claude Thieriot entretient Voltaire de l'existence des manuscrits dans une lettre de novembre 1735. Des copies manuscrites circulent d'abord sous le manteau à Paris, dans le milieu des encyclopédistes. Ce n'est que 27 ans plus tard que Voltaire fait publier, en 1762, des extraits de l'œuvre dans un abrégé dont il réécrit certains passages suivant sa conception déiste, disant que l'original était « écrit dans un style de cheval de carrosse ».
Le baron d'Holbach, de son côté, publie Le Bon Sens du curé Jean Meslier suivi de son testament. Rudolf Charles d’Ablaing van Gissenburg, dit Rudolf Charles Meijer, et le milieu matérialiste-libre penseur hollandais publient une première édition complète en trois volumes in 8° de 350 pages chacun en 1864.
La pensée de Meslier annonce la Révolution française et, bien au-delà, le socialisme utopique, le matérialisme, le communisme et l'anarchisme. Pour Régis Messac, le curé Meslier est un penseur libertin, « précurseur des philosophes qui proclameront bien haut leur croyance au progrès, et en la nécessité de ce progrès ».
Ce testament philosophique fait de lui un précurseur des Lumières de tout premier plan. Il y est le premier à professer un athéisme sans concession tandis qu'il développe avant la lettre un matérialisme rigoureux et pose également en précurseur les bases d'une philosophie anarchiste, ainsi qu'une conception communiste de la société, selon Michel Onfray, qui le cite comme le premier philosophe athée radical et sans concessions (déisme, agnosticisme),,.
Les XVIIe et XVIIIe siècles présentent une grande période de trouble pour la foi chrétienne. Mais les diverses critiques qu'avait connues le christianisme de l'époque n'égalent pas en puissance de feu le manifeste de l'abbé Meslier, qui influencera les penseurs athées à venir.
Ainsi, Anacharsis Cloots avait-il soumis à la Convention le projet d'ériger une statue à celui qu'il nomme « l'Intrépide », « le Généreux », « l'Exemplaire », comme étant le premier prêtre à avoir « abjuré les idées religieuses et déchiré le voile de la superstition ».
De même, les bolchéviques ont gravé son nom sur l'obélisque des Romanov, monument du jardin Alexandrovski élevé à Moscou pour les Romanov et transformé à la gloire des précurseurs du socialisme moderne, seul monument public qui célèbre la mémoire de Meslier. Le Testament a, quant à lui, été traduit en russe en 1924.

## Commentaire duTestament
Fin du mois de juin 1729. Jean Meslier, curé de la paroisse d’Étrépigny depuis quarante ans, laisse à sa mort une enveloppe contenant deux documents, le premier étant une introduction du second :

« Je ne crois plus devoir maintenant faire encore difficulté de dire la vérité. Je ne sais pas bien ce que vous en penserez, ni ce que vous en direz, non plus que ce que vous direz de moi, de m’avoir mis telle pensée en tête, et tel dessein dans l’esprit. Vous regarderez peut-être ce projet comme un trait de folie et de témérité en moi… »

Inévitablement, cette lettre préface devait piquer au vif l’intérêt de ceux qui avaient découvert le document, et on peut facilement imaginer quelle aurait été la réaction des ouailles du père Meslier apprenant par le biais de son second document que le prêtre qui avait été à la tête de leur paroisse pendant plus de quarante ans, considérait que la religion n’était qu’erreur, mensonge et imposture et invitait du même souffle ses confrères à abandonner le christianisme… Renversement inattendu, le texte de Meslier est aussi révolutionnaire pour l’époque puisque les propositions athées qui y sont présentées ne sont cachées sous aucun subterfuge. L’auteur s’y déclare clairement athée et attaque directement la religion chrétienne en évitant la précaution habituelle qui entourait les textes philosophiques de l’époque qualifiés, à tort ou à raison, d’athées. Bien plus qu’une exposition de thèses athées, l’œuvre de Meslier se présente même comme une œuvre prosélyte s’attaquant directement à la foi du croyant : 

« Pesez bien les raisons qu’il y a de croire ou de ne pas croire, ce que votre religion vous enseigne, et vous oblige si absolument de croire. Je m’assure que si vous suivez bien les lumières naturelles de votre esprit, vous verrez au moins aussi bien, et aussi certainement que moi, que toutes les religions du monde ne sont que des inventions humaines, et que tout ce que votre religion vous enseigne, et vous oblige de croire, comme surnaturel et divin, n’est dans le fond qu’erreur, que mensonge, qu’illusion et imposture. »

Meslier est conscient du caractère paradoxal de sa vie : pourquoi attendre la mort pour déclarer son athéisme ? Il avoue sa peur, mais présente tout de même le caractère véridique de sa pensée athée. Il tient à ce que ses lecteurs tentent de le réfuter et, s’ils ne le peuvent, se rangent à son avis. S'ils craignent d'adopter cette position de leur vivant, ils devront le faire à leur mort : 

« (intervenez) en faveur de la vérité même en faveur des peuples qui gémissent comme vous le voyez tous les jours, sous le joug insupportable de la tyrannie et des vaines superstitions. Et si vous n’osez non plus que moi vous déclarer ouvertement pendant votre vie contre tant de si détestables erreurs, et tant de si pernicieux abus qui règnent si puissamment dans le monde, vous devez au moins demeurer maintenant dans le silence et vous déclarer au moins à la fin de vos jours en faveur de la vérité. »

Meslier, comme les iconoclastes et contre les iconodules, voit dans les statues et images des églises des idoles. Il accuse les prêtres et exégètes d'interpréter la Bible à leur convenance, de maintenir leur emprise sur le peuple en utilisant la peur et de garder un silence complice face à l’abus des grands :

« […] vous adorez effectivement des faibles petites images de pâte et de farine, et vous honorez les images de bois et de plâtre, et les images d’Or et d’Argent. Vous vous amusez, Messieurs, à interpréter et à expliquer figurativement, allégoriquement et mystiquement des vaines écritures que vous appelez néanmoins saintes, et divines ; vous leur donnez tel sens que vous voulez ; vous leur faites dire tout ce que vous voulez par le moyen de ces beaux prétendus sens spirituels et allégoriques que vous leur forgez, et que vous affectez de leur donner, afin d’y trouver, et d’y faire trouver des prétendues vérités qui n’y sont point, et qui n’y furent jamais. Vous vous échauffez à discuter de vaines questions de grâce suffisante et efficace. Et en plus, vous vilipendez le pauvre peuple, vous le menacez de l’enfer éternel pour des peccadilles, et vous ne dites rien contre les voleries publiques, ni contre les injustices criantes de ceux qui gouvernent les peuples, qui les pillent, qui les foulent, qui les ruinent, qui les oppriment et qui sont la cause de tous les maux, et de toutes les misères qui les accablent. »

L’athéisme de Meslier se veut donc quelque part humaniste, et n’est pas, contrairement à celui des libertins, mis en place afin de contrer la morale chrétienne. Pour Meslier, le rôle des prêtres reste d’enseigner : « c’est à vous d’instruire les peuples, non dans les erreurs de l’idolâtrie, ni dans la vanité des superstitions, mais dans la science de vérité, et de justice, et dans la science de toutes sortes de vertus, et de bonnes mœurs ; vous êtes tous payés pour cela ». Athée, matérialiste, dénonciateur de la misère sociale, Meslier avait donc mûri tout au long de sa vie une vive attaque contre les religions en général et le christianisme en particulier, n'adoptant cependant ces positions qu'à titre posthume. La lettre se termine sur l’annonce de l’existence d’un manuscrit déposé au greffe de la justice de la paroisse, où Meslier détaille ses thèses en trois manuscrits de trois cent soixante-six feuilles chacun. Le titre de ce manuscrit, à lui seul, présente l’ampleur de la tâche à laquelle Meslier a voulu s’attaquer : 

« Mémoire des pensées et des sentiments de Jean Meslier, prêtre, curé d’Étrépigny et de Balaives, sur une partie des erreurs et des abus de la conduite et du gouvernement des hommes où l’on voit des démonstrations claires et évidentes de la vanité et de la fausseté de toutes les divinités et de toutes les religions du monde pour être adressé à ses paroissiens après sa mort, et pour leur servir de témoignage de vérité à eux, et à tous leurs semblables. »

Le testament de Meslier se divise en huit parties. Chacune vise à prouver la vanité et la fausseté des religions selon ce plan :
1. Elles ne sont que des inventions humaines.
2. La foi, croyance aveugle, est un principe d’erreurs, d’illusions et d’impostures.
3. Fausseté des « prétendues visions et révélations divines ».
4. « Vanité et fausseté des prétendues prophéties de l’Ancien Testament ».
5. Erreurs de la doctrine et de la morale de la religion chrétienne.
6. La religion chrétienne autorise les abus et la tyrannie des grands.
7. Fausseté de la « prétendue existence des dieux ».
8. Fausseté de l’idée de la spiritualité et de l’immortalité de l'âme.

Parmi les thèses principales de cet ouvrage volumineux, l'une tente de réfuter l’existence de Dieu. Le premier argument de Meslier est celui de l’absence : comment un Dieu se voulant aimé, adoré et servi peut-il demeurer si « discret » ? Ne devrait-il pas plutôt se présenter à nous comme une évidence certaine et irréfutable ? 

« S’il y avait véritablement quelque divinité ou quelque être infiniment parfait, qui voulût se faire aimer, et se faire adorer des hommes, il serait de la raison et de la justice et même du devoir de ce prétendu être infiniment parfait, de se faire manifestement, ou du moins suffisamment connaître de tous ceux et celles dont il voudrait être aimé, adoré et servi. »

Devant le caractère « discret », l’absence de Dieu, Meslier s’interroge. Pourquoi Dieu ne nous fait-il pas connaître clairement et directement sa volonté, au lieu de laisser les hommes se disputer à son sujet, voire s’entre-tuer pour des querelles byzantines ? Pour Meslier, soit Dieu existe et se moque de nous en nous conservant dans l’ignorance, soit Dieu n’existe tout simplement pas. On opposera sûrement à Meslier que Dieu se révèle aux hommes à travers la beauté du monde, l’œuvre de ses serviteurs ou bien par le biais de l’enseignement de son fils Jésus-Christ ou de l'Église. Ce à quoi Meslier répond tout simplement que ces signes ne sont pas du tout évidents. De plus, la tendance des théologiens de l’époque, de recourir au fidéisme pour contrer ce qu'il voit comme les paradoxes de la foi chrétienne représente pour lui une grossière erreur. Qui est donc ce Dieu, demande-t-il, qui nous forcerait à abandonner notre raison afin de croire en lui ? La mise aux oubliettes de la raison afin de justifier la foi chrétienne ne laisse-t-elle pas place à toutes les impostures ?  

« Nos pieux et dévotieux « christicoles » ne manqueront pas de dire ici tout bonnement que leur Dieu veut principalement se faire connaître, aimer, adorer et servir par les lumières ténébreuses de la foi, et par un pur motif d’amour et de charité conçue par la foi et non pas par les claires lumières de la raison humaine, afin comme ils disent d’humilier l’esprit de l’homme, et de confondre son orgueil. »

« [Les religions] veulent que l’on croie absolument, et simplement tout ce qu’elles en disent, non seulement sans en avoir aucun doute, mais aussi sans rechercher, et même encore sans désirer d’en connaître les raisons, car ce serait, selon elles, une impudente témérité, et un crime de lèse-majesté divine que de vouloir curieusement chercher des raisons. »

Pour Meslier, un Dieu parfait ne doit pas se faire lointain ou distant :

« La première pensée qui se présente d’abord à mon esprit, au sujet d’un tel être, que l’on dit être si bon, si beau, si sage, si grand, si excellent, si admirable, si parfait et si aimable, etc., est que s’il y avait véritablement un tel être, il paraîtrait si clairement et si visiblement à nos yeux et à notre sentiment que personne ne pourrait nullement douter de la vérité de son existence. Il y a au contraire tout sujet de croire et de dire qu’il n’est pas. »

L’antique problème du mal est repris par Meslier afin de remettre en doute l’existence de Dieu : comment, mais surtout pourquoi, un être parfait créerait-il un monde imparfait où se côtoient maux, vices, maladies, violence, etc. ? Les merveilles de la nature ? Balivernes selon Meslier, qui décrit un monde sauvage où la survie de l’un ne se fait qu’au détriment de la vie de l’autre.  Si le mal est, comme Meslier le pense, un simple élément structurel de la nature, indispensable pour contenir la multiplication des hommes et des animaux, en quoi est-il moralement « mauvais » ?
Meslier tente aussi de réfuter les arguments en faveur de l’existence de Dieu. D’abord, il soulève leur incapacité à prouver quoi que ce soit de façon certaine : par exemple, l’argument ontologique se fonde sur une définition préétablie de Dieu. L’attaque par Meslier des « preuves » de l’existence de Dieu s'appuie sur un livre de Fénelon, Démonstration de l’existence de Dieu, dont il se propose de réfuter les thèses. L’une de ses réfutations de Fénelon le fait entrer dans une exposition proprement matérialiste du monde. Fénelon présente le fait que Dieu est un être qui est par lui-même (il est nécessaire et non contingent), et qui surpasse donc tous les degrés d’être (il est parfait). Pour Meslier, ce raisonnement ne vaut rien : « l’être est par lui-même ce qu’il est, et ne saurait être plus être qu’il n’est, mais il ne s’ensuit pas de là qu’il soit infiniment parfait dans son essence. » L’être nécessaire n’est donc pas obligatoirement parfait, le seul être nécessaire est la matière. S’inspirant de Descartes, Meslier en vient lui aussi à poser l’existence de vérités éternelles, mais celles-ci ne font pas référence à un Dieu créateur : elles existent de toute éternité, tout comme le monde et la matière. Bien que Meslier ne remette pas en question le cogito, il présente le corps ainsi que la pensée elle-même comme unique fruit de la matière :

« Nous ne voyons, nous ne sentons, et nous ne connaissons certainement rien en nous qui ne soit matière. Ôtez nos yeux ! Que verrons-nous ? Rien. Ôtez nos oreilles ! Qu’entendrons-nous ? Rien. Ôtez nos mains ! que toucherons-nous ? Rien, si ce n’est fort improprement par les autres parties du corps. Ôtez notre tête et notre cerveau ! Que penserons-nous, que connaîtrons-nous ? Rien. »

Pour Meslier, nous ne sommes rien sans la matière et il est inutile de croire que quelque chose puisse exister hors d’elle. Pour lui, si la matière est éternelle, on ne peut justifier la création. Il s'oppose aux chrétiens qui soutiennent la création ex nihilo (à partir de rien) et pense que Dieu ne peut créer le temps si cette création s’insère elle-même dans le temps. Il ne voit pas comment on peut créer l’espace, ni où était Dieu avant de créer l’espace, le temps qu'il a mis à créer le temps lui-même etc. Pour Meslier, l’âme est matérielle et mortelle :

« […] toutes nos pensées, toutes nos connaissances, toutes nos perceptions, tous nos désirs et toutes nos volontés sont des modifications de notre âme. Il faut aussi reconnaître qu’elle est sujette à diverses altérations, qui sont des principes de corruption, et par conséquent qu’elle n’est point incorruptible, ni immortelle. »

Meslier pose l’expérience sensible comme seul critère de formation des idées justes, à contre-courant de l’idée de « révélation ». Meslier s’en prend d’abord aux écrits bibliques, dont il remet en cause l'authenticité et la fidélité (possibles modifications ou travestissements au cours des siècles, divergences entre divers témoignages, et au sein des témoignages eux-mêmes, laissant transparaître la multiplicité de leurs auteurs). Il se demande sur quoi repose l’autorité que l'on accorde à Mathieu, Marc, Luc et Jean, et pour quelles raisons les apocryphes n'entrent pas dans le canon biblique. Il qualifie les écrits de l’Ancien comme du nouveau Testament d’histoires de fous, indiquant que pour chacune de ces histoires, celui qui irait la raconter aujourd'hui serait pris comme un fou et un illuminé. Il questionne la nécessité de la présence de nombreux carnages et sacrifices dans un texte saint. L'hypothèse du sens allégorique du texte ne convainc pas Meslier :

« […] qui forgent comme ils veulent, ou qui ont forgé comme ils ont voulu, tous ces beaux prétendus sens spirituels, allégoriques et mystiques dont ils entretiennent et repaissent vainement l’ignorance des pauvres peuples. Ce n’est plus la parole de Dieu qu’ils nous proposent et qu’ils nous débitent sous ce sens-là ; mais ce sont seulement leurs propres pensées, leurs propres fantaisies, et les idées creuses de leurs fausses imaginations ; et ainsi, elles ne méritent pas qu’on y ait aucun égard, ni que l’on y fasse aucune attention. »

Pour lui, voyant que les promesses des textes ne se réalisaient pas, Paul aurait été le premier à recourir au sens allégorique afin de préserver le mensonge chrétien :

« Nos christicoles regardent comme une ignorance, ou comme une grossièreté d’esprit, de vouloir prendre au pied de la lettre les susdites promesses et prophéties comme elles sont exprimées, et croient faire bien les subtils et les ingénieux interprètes des desseins et des volontés de leur dieu, de laisser le sens littéral et naturel des paroles, pour leur donner un sens qu’ils appellent mystique et spirituel et qu’ils nomment allégorique, anagogique et topologique. »

« Si on voulait de même interpréter allégoriquement et figurativement tous les discours, toutes les actions et toutes les aventures du fameux Don Quichotte de la Manche, on y trouverait si on voulait une sagesse toute surnaturelle et divine. »

À propos de l’alliance de Dieu avec les Juifs, il s'interroge : 

« Puisque l’on ne voit maintenant, et que l’on n’a même jamais vu, aucune marque de cette prétendue alliance, et qu’au contraire on les voit manifestement, depuis beaucoup de siècles, exclus de la possession des terres et pays qu’ils prétendent leur avoir été promis et leur avoir été donnés de la part de Dieu pour en jouir à tout jamais. »

Meslier rappelle les règles de la critique historique et nous invite à poser cette grille d’analyse sur les textes chrétiens :

« Pour qu’il y ait quelque certitude dans les récits qu’on se fait, il faudrait savoir : 
1. Si ceux que l’on dit être les premiers auteurs de ces sortes de récits en sont véritablement auteurs ;
2. Si ces auteurs étaient des personnes de probité et dignes de foi ;
3. Si ceux qui rapportent ces prétendus miracles ont bien examiné toutes les circonstances des faits qu’ils rapportent ;
4. Si les livres ou les histoires anciennes qui rapportent ces faits n’ont pas été falsifiés et corrompus dans la suite du temps, comme quantité d’autres livres. »

Le curé s'attaque ensuite au personnage et santé mentale de Jésus. Il ne remet pas en question son existence historique mais le présente comme « un homme de néant, qui n’avait ni talent, ni esprit, ni science, ni adresse, et qui était tout à fait méprisé dans le monde ; un fou, un insensé, un misérable fanatique et un malheureux pendard. » La glorification de la souffrance (mais non du masochisme), le fait que certains hommes seront damnés alors que Jésus se présente comme le Sauveur (conséquence de leur liberté de refuser Dieu pour les chrétiens), l’aveu de Jésus de venir mettre le désordre dans notre monde et la promesse en un royaume que Meslier déclare inexistant… sont quelques-uns de ses reproches. Il juge la doctrine du Christ insensée lorsqu'il demande de ne pas s'occuper des préoccupations terrestres (vêtements, nourriture…) mais de compter sur la Providence :

« Il ferait certainement beau de voir les hommes se fier à une telle promesse que celle-là ! que deviendraient-ils ? S’ils étaient seulement un an ou deux sans travailler, sans labourer ? Sans semer ? Sans moissonner et sans faire de greniers ? Pour imiter en cela les oiseaux du ciel. Ils auraient beau ensuite à faire les dévots, et à chercher pieusement ce prétendu royaume du ciel et sa justice ! Le père céleste pourvoirait-il pour cela plus particulièrement à leurs besoins. »

Pour Meslier, le passage de Jésus n’a pas amélioré notre monde, le mal, le péché sont toujours présents, voire empirent, chez les chrétiens comme chez les autres.

« Les hommes deviennent tous les jours de plus en plus vicieux et méchants, et il y a comme un déluge de vices et d’iniquités dans le monde. On ne voit pas même que nos christicoles puissent se glorifier d’être plus sains, plus sages et plus vertueux, ou mieux réglés dans leur police et dans leurs mœurs que les autres peuples de la Terre. »

Pour Meslier, si Jésus avait véritablement été Dieu, il aurait rendu tous les hommes sains de corps et d’esprit, sages et vertueux, et banni du monde tous les vices, les péchés, les injustices - Meslier les considère pourtant comme de simples éléments structurels. De même, dans l'hypothèse où Jésus a véritablement sauvé tous les hommes par son sacrifice et pris sur lui tous les péchés du monde, pourquoi le christianisme conserve-t-il l’usage des pénitences ? Pourquoi y a-t-il encore des damnés ? Pour les chrétiens, Dieu respecte notre liberté, nos choix, et ne veut pas sauver contre leur gré et malgré eux ceux qui refusent sa présence. Cet argument ne l'a pas convaincu.

« On peut aussi leur dire que Dieu étant tout-puissant et infiniment sage comme ils le supposent, il pourrait, sans ôter la liberté aux hommes, conduire et diriger toujours si bien leurs cœurs et leurs esprits, leurs pensées et leurs désirs, leurs inclinaisons et leurs volontés, qu’ils ne voudraient jamais faire aucun mal, ni aucun péché, et ainsi qu’il pourrait facilement empêcher toutes sortes de vices et de péchés, sans ôter et sans blesser la liberté. »

L'homme se voit condamné par un Dieu supposément juste à payer pour un péché originel que seuls deux humains (Adam et Ève) ont commis, mais comment un tel péché peut-il affecter avec autant de force un Dieu parfait et immuable ? Outre cela, Dieu n’a pas trouvé de moyen plus efficace pour effacer le péché originel (qui n’est apparemment aucunement effacé puisque nous en subissons toujours les conséquences) que d’envoyer son Fils se faire tuer par les hommes, c’est-à-dire, pour Meslier, laisser les hommes commettre un péché encore pire que celui de croquer le fruit défendu. Sans crucifixion, pas de rédemption, Judas Iscariote et Ponce Pilate seraient donc les grands sauveurs de l’humanité ? Si tout le monde avait aimé et écouté Jésus, aurions-nous perdu toute chance de rédemption ? Paradoxe final :

« C’est comme si on disait qu’un Dieu infiniment sage et infiniment bon se serait offensé contre les hommes et qu’il se serait rigoureusement irrité contre eux pour un rien (croquer dans un fruit) et pour une bagatelle, et qu’il se serait miséricordieusement apaisé et réconcilié avec eux par le plus grand de tous les crimes ? Par un horrible déicide qu’ils auraient commis, en crucifiant et en faisant cruellement et honteusement mourir son cher et divin fils ? »

L’acceptation du christianisme demeure pour Meslier un mystère impénétrable : comment des hommes sensés ont-ils fait pour adhérer à ces idées ? Quelle est donc cette étrange morale où se côtoient amour du prochain et recherche de douleurs et de souffrances, « qui déclare bienheureux ceux qui pleurent et ceux souffrent, qui place la perfection dans ce qui est contraire aux besoins naturels, qui demande de ne pas résister aux méchants, mais de les laisser faire ? ». Absurdité selon Meslier. Et que dire du mal ? Pourquoi Dieu l’impose-t-il aux bons et aux sages ? Éprouver leur patience, les purifier, perfectionner leur vertu, pour les rendre plus heureux dans le ciel ? Re-balivernes, s’écrie Meslier. Et de quel droit parlons-nous du royaume céleste ?

« (Les « christicoles » ) Y ont-ils été voir ? Pour en savoir des nouvelles ? Qui leur a dit que cela était ainsi ? Quelle expérience en ont-ils ? Quelle preuve en ont-ils ? Certainement aucune, si ce n’est celle qu’ils prétendent tirer de leur foi, qui n’est qu’une croyance aveugle des choses qu’ils ne voient pas, que personne n’a jamais vues et que personne ne verra jamais ? »

Confesseur pendant près de quarante ans, Meslier en est venu à se demander si les gens croyaient encore véritablement aux diverses « balivernes » chrétiennes ou s’ils ne jouaient pas eux aussi la comédie, un peu comme lui qui n’osait pas déclarer au grand jour, de son vivant, sa pensée : 

« Quant au commun des hommes, on voit bien aussi par leurs mœurs et par leur conduite que la plupart d’entre eux ne sont guère mieux persuadés de la vérité de leur religion ni de ce qu’elle leur enseigne que ceux dont je viens de parler, quoiqu’ils en fassent plus régulièrement les exercices. Et ceux qui parmi le peuple ont tant soit peu d’esprit et de bon sens, tout ignorants qu’ils soient d’ailleurs dans les sciences humaines, ne laissent pas que d’entrevoir, et de sentir même en quelque façon, la vanité et la fausseté de ce qu’on leur veut faire accroire sur ce sujet, de sorte que ce n’est que comme de force, comme malgré eux, comme contre leurs propres lumières, comme contre leur propre raison, et comme contre leurs propres sentiments qu’ils croient ou plutôt qu’ils s’efforcent de croire ce qu’on leur en dit. »

Annonçant déjà Karl Marx, Meslier reproche aussi à l’Église son soutien aux tyrannies ainsi qu’à l’exploitation du peuple. L’Église, au lieu de défendre le pauvre, bénit les divers « parasites » qui se sont collés au travail des pauvres afin de mieux les exploiter : soldats, ecclésiastiques, juristes, policiers, nobles… Le roi, selon Meslier qui ne reconnait pas le droit divin, devrait être assassiné puisqu'il dominerait cette tyrannie avec l'accord du clergé. Meslier espère que son message sera entendu, diffusé, et que les hommes apprendront à vivre sans la religion, quelles qu'en soient les conséquences :

« Après cela, que l’on en pense, que l’on en juge, que l’on en dise et que l’on en fasse tout ce que l’on voudra dans le monde, je ne m’en embarrasse guère ; que les hommes s’accommodent et qu’ils gouvernent comme ils veulent, qu’ils soient sages ou qu’ils soient fous, qu’ils soient bons ou qu’ils soient méchants, qu’ils disent ou qu’ils fassent même de moi ce qu’ils voudront après ma mort ; je m’en soucie fort peu : je ne prends déjà presque plus de part à ce qui se fait dans le monde ; les morts avec lesquels je suis sur le point d’aller ne s’embarrassent plus de rien, ils ne se mêlent plus de rien, et ne se soucient plus de rien. Je finirai donc ceci par le rien, aussi ne suis-je guère plus qu’un rien, et bientôt je ne serai rien. »

## Postérité
Les textes de l'abbé Meslier, jugés dangereux par ceux qui les ont découverts, connaîtront une diffusion relativement large pour un texte si iconoclaste qui s’inscrivait dans une époque où la religion chrétienne conservait une mainmise assez forte sur la société et la culture européennes. Le sens du texte ne fut pas toujours respecté, Voltaire en édita un résumé, assez populaire, qui fut cependant extrêmement dilué ; l’athéisme matérialiste conscient et intransigeant de Meslier avait été transformé en une prudente profession de foi déiste où Meslier s’excusait à Dieu d’avoir professé des mensonges sur son compte tout au long de sa vie d’ecclésiastique. Quoi qu'il en soit, la pensée de Meslier, premier texte moderne franchement athée, libre de l’habituelle prudence littéraire qui entourait les textes dits athées de l’époque comme ceux de Thomas Hobbes, est révélatrice de la présence d’une discrète mais véritable pensée athée au XVIIIe siècle. Diderot, qui connaissait le Testament dans sa forme presque intégrale, rédige en 1772 Les Éleuthéromanes, un poème publié en 1796 qui fait écho à plusieurs reprises aux propos de Meslier, reprenant en particulier une expression anticléricale de ce dernier parlant de pendre les rois avec les entrailles des prêtres.
La franchise posthume de Meslier, qui n’hésite pas à affirmer que bon nombre de ses paroissiens et d’ecclésiastiques ne croient plus et feignent d’avoir la foi, nous est révélatrice de la difficulté qu’avaient les hommes du XVIIIe siècle d’exprimer en toute liberté leur sentiment profond face à la notion de Dieu. L’athéisme franc de Meslier ne connaîtra que fort peu d’imitateurs au cours du siècle. Cependant, son texte est désormais présenté comme les prémices d'un discours athée systématique et sans compromis, discours encore contenu par des structures politiques certes, mais dont l’imminente disparition va permettre l’émergence et l'expression d’un athéisme systématique s'opposant à l’Église ou à l’argument ontologique.
(7062) Meslier est un astéroïde nommé en son honneur.

## Rejet de la violence envers les animaux
Dans l'ouvrage d'Élisabeth de Fontenay, Le Silence des Bêtes, Jean Meslier est décrit comme celui qui désigna les injustices que subissent les bêtes et critiqua les violences de l'homme envers l'animal de la façon la plus véhémente qui soit, au XVIIIe siècle (et en fait un antispéciste avant l'heure, de même que Porphyre, Plutarque et Montaigne). Jean Meslier refusait de voir les animaux comme des « machines », mais bien comme des êtres sensibles qui désirent vivre et ne point subir une quelconque oppression :

« C'est une cruauté et une barbarie de tuer, d'assommer, et d'égorger, comme on fait, des animaux qui ne font point de mal, car ils sont sensibles au mal et à la douleur aussi bien que nous, malgré ce qu'en disent vainement, faussement, et ridiculement nos nouveaux cartésiens, qui les regardent comme de pures machines sans âmes et sans sentiments aucuns (…). Ridicule opinion, pernicieuse maxime, et détestable doctrine puisqu'elle tend manifestement à étouffer dans le cœur des hommes tous sentiments de bonté, de douceur et d'humanité qu'ils pourraient avoir pour ces pauvres animaux. (…) Il faut indubitablement croire aussi qu'ils sont sensibles aussi bien que nous au bien et au mal, c'est-à-dire au plaisir et à la douleur, ils sont nos domestiques et nos fidèles compagnons de vie et de travail, et par ainsi il faut les traiter avec douceur. Bénies soient les nations qui les traitent bénignement et favorablement, et qui compatissent à leurs misères, et à leurs douleurs, mais maudites soient les nations qui les traitent cruellement, qui les tyrannisent, qui aiment à répandre leur sang, et qui sont avides de manger leurs chairs. »

— Jean Meslier, Folie des hommes d'attribuer à Dieu l'institution des cruels et barbares sacrifices des bêtes innocentes, et de croire que ces sortes de sacrifices lui étaient agréables.,.

## Catéchisme
En 1790, est publié un Catéchisme du curé Meslier qui aurait été écrit par Sylvain Maréchal.